# Cintakarya (Sindangkerta)
Cintakarya is een bestuurslaag in het regentschap West-Bandung van de provincie West-Java, Indonesië. Cintakarya telt 4461 inwoners (volkstelling 2010).